# J.W. Oerlemans
Jacobus Willem Huibert Marie Oerlemans (Velsen, 22 mei 1926 – Breda, 20 maart 2011), beter bekend als J.W. Oerlemans, was een Nederlands dichter en historicus. Hij studeerde aan de Universiteit van Amsterdam geschiedenis bij Jan Romein en Jacques Presser en promoveerde in 1966 op Autoriteit en vrijheid 1800–1914. Een cultuurhistorisch onderzoek naar de weerstanden tegen de industriële maatschappij. Vanaf 1972 doceerde hij aan de Universiteit van Amsterdam sociale ideeëngeschiedenis na 1750. Hij was medeoprichter van het wetenschappelijke tijdschrift Theoretische geschiedenis en was van 1986 tot 2002 hoogleraar moderne en cultuurgeschiedenis aan de Erasmus Universiteit Rotterdam. Begin 1990 bracht Oerlemans een discussie in NRC Handelsblad op gang, waarin hij zijn bezorgdheid uitte over het democratische gehalte van de machtsvorming en machtsuitoefening in Nederland.
Tussen 1962 en 2002 zijn er zeven bundels gedichten van zijn hand verschenen. Oerlemans wordt meestal gezien als de dichter van bundels met veelal korte, romantische, vrije gedichten in sobere taal, waarin enerzijds melancholie en het besef van vergeefsheid en vergankelijkheid domineren, anderzijds de ware liefde, die genoeg heeft aan zichzelf. In 1992 kreeg hij de Anna Blaman Prijs voor zijn gehele oeuvre.

## Trivia
Oerlemans was van 11 juli 1955 tot in de jaren zestig gehuwd met de sieraadontwerpster en schrijfster Wilhelmina Jacoba Menalda.
In zijn column in NRC maakte Frits Abrahams op woensdag 13 januari 2021 bekend dat J.W. Oerlemans de ontvanger blijkt te zijn van de brieven zoals die door iemand die zich Renée Plate noemt in Hollands Weekblad (later Hollands Maandblad) in een serie Brieven aan mijn man in 1961 werden gepubliceerd.
Uit het onderzoek van Frits Abrahams komt naar voren dat het pseudoniem bij zijn toenmalige echtgenote Minke Menalda behoorde. De brieven werden in 1965 uitgegeven in een boek onder dit pseudoniem, getiteld Brieven aan mijn Man, bij uitgeverij Van Oorschot.

## Werken
- De verte tussen ons in. Gedichten (Den Haag: Bert Bakker/Daamen, eerste druk 1962; 36 blz.)
- met Dr. A. Blonk en Dr. Jan M. Romein, Hoofdwegen der geschiedenis: 1. Oudheid, Middeleeuwen en Nieuwe geschiedenis. 2. Nieuwere en nieuwste geschiedenis (eerste druk 1964. Groningen: Wolters-Noordhoff, derde druk, deel 1, 1967; 348 blz.; deel 2, 1969, 448 blz.)
- Autoriteit en vrijheid, 1800–1914. Een cultuurhistorisch onderzoek naar de weerstanden tegen de industriële maatschappij (boekuitgave van proefschrift, Assen: Van Gorcum, 1966; 320 blz.; ongewijzigde herdruk, met nieuw Woord vooraf, Utrecht: Hes, 1982; 320 blz.)
- Capita selecta uit de geschiedenis (3 deeltjes, Groningen: Wolters-Noordhoff, eerste druk 1967, vijfde druk 1979)
- 'Authority and Freedom 1800–1914. A historical Inquiry into the Resistance against the industrial Society', in: Acta Historiae Neerlandicae, vol. 4 (Leiden, 1970), p. 184–216.
- Bismarck (Groningen: Wolters-Noordhoff, 1972; 40 blz.)
- Disraëli (Groningen: Wolters-Noordhoff, 1972; 31 blz.)
- Aflandig (Amsterdam: Bert Bakker, eerste druk 1977; 55 blz.)
- Sociale ongelijkheid als cultuurhistorisch thema (inaugurele oratie, Erasmus Universiteit Rotterdam, 11 december 1986; Groningen: Wolters-Noordhoff, 1986; 22 blz.)
- met M. Damen, Radicale bewegingen en sociale mobiliteit in Duitsland 1870–1933. Een analytische bibliografie (Amsterdamse Historische Reeks, 13, 1988; 279 blz.)
- Rousseau en de privatisering van het bewustzijn. Carrièrisme en cultuur in de achttiende eeuw (Groningen: Wolters-Noordhoff, 1988; 254 blz.)
- Het heimwee van de wegen (Rotterdam: Bureau Obelon, 1990; 33 blz.)
- 'Eén-partijstaat Nederland', in: NRC Handelsblad, 14 februari 1990, p. 8.
- 'En bovenal: de Vrijheidszin', in: NRC Handelsblad, 17 april 1990, p. 8.
- De gedichten van nu en vroeger (Amsterdam: Bert Bakker, 1992; 244 blz.)
- Een kleine keuze uit de gedichten (Anjer Fonds, Anna Blamanprijs, 1992; 24 blz.)
- Over intellectuelen en nog enkele eigenaardigheden. Een gesprek tussen twee vrienden ('s-Gravenhage: Vuga, 1992; 40 blz.)
- Een staanplaats aan zee. Gedichten (Amsterdam: Bert Bakker, 2000; 52 blz.)
- Balsem (Landgraaf: Herik, 2000; 42 blz.)
- De tuinen van Dodeman. Gedichten (Amsterdam: Bert Bakker, 2002; 80 blz.)
- Koers: onveranderlijk onsterfelijkheid. Een keuze uit de gedichten door Willem Otterspeer (verzamelbundel. Amsterdam: Bert Bakker, 2006; 191 blz.)